# Exchangeable image file format

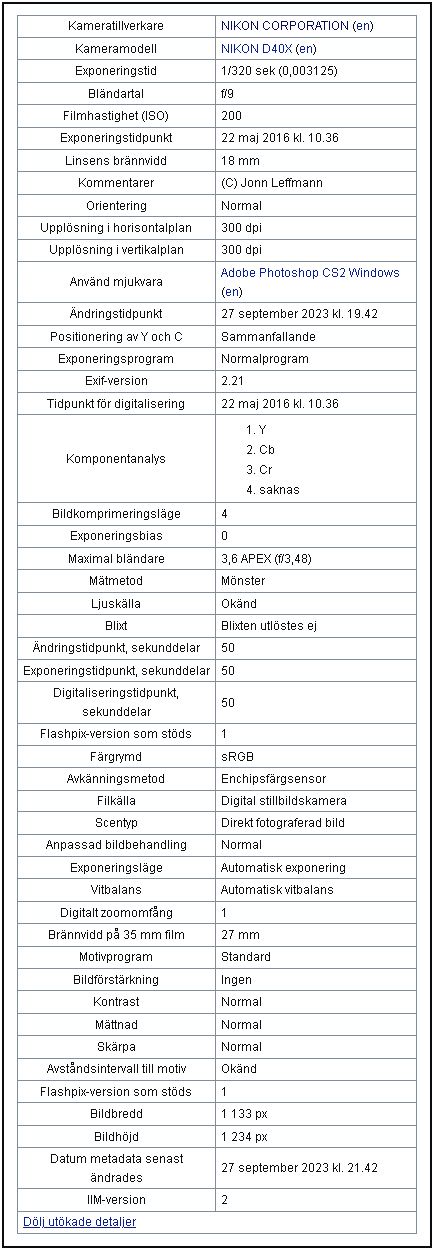
Exempel på Exif information, denna från en Nikon D40x 2016.

Exchangeable image file format (officiell förkortning Exif sic) är en specifikation för lagring av digitala bilder i stillbildskameror. Exif-specifikationerna utarbetas av Japan Electronic Industry Development Association (JEIDA) och den senaste specifikationen Exif 2.3 publicerades i april 2010 och reviderades i december 2012 (JEITA CP-3451C). Specifikationen i kombination med DCF utgör idag en defactostandard i digitalkameror.
Specifikationen innefattar lagring av både bild och ljud då digitala kameror idag enkelt kan hantera digitalisering av dessa bägge media. Specifikationen bygger på att specifik metadatainformation kan lagras tillsammans med existerande filformat såsom JPEG, TIFF Rev. 6.0 för bilder, och PCM för ljudfiler. Specifikationen stödjer dock inte lagring av bilder i de allra senaste bildkompressionsformaten såsom JPEG 2000 eller PNG.
Praktiskt innebär specifikationen att bildfakta registreras och lagras automatiskt i bilden för att sedan kunna användas vid till exempel arkivering eller bearbetning av tagna bilder.

## Exif-information i urval
- kameramodell
- använd brännvidd (även med zoomobjektiv)
- bländartal
- slutartid
- avståndsinställning
- datum och klockslag (enligt inställning i kameran)
- känslighet i ISO
- bildupplösning i pixel

Dessutom, i mån av stöd i kameran:
- geografisk position
- fotograf
- copyright-meddelande

## Ta del av Exif-informationen
I Windows XP, kan en begränsad del av Exif-informationen utforskas genom att man klickar med höger musknapp på bildfilen och därefter väljer egenskaper. Välj sedan fliken sammanfattning som visas i egenskapsfönstret och klicka på avancerat så visas Exif-informationen.
På Mac OS 10.4 och senare, kan Exif-informationen utforskas genom att i Finder välja Filinformation och sedan expandera sektionen Mer information.
Det finns gott om fri programvara att ladda hem via internet för att gå vidare och utnyttja eller förädla den Exif-information som bilder tagna med digitalkamera innehåller.